# Gârbău
Gârbău, alte Schreibweise Gîrbău [gɨrˈbəu] (deutsch Gorbau, ungarisch Magyargorbó), ist eine Gemeinde im Kreis Cluj, in der Region Siebenbürgen in Rumänien.

## Geographische Lage

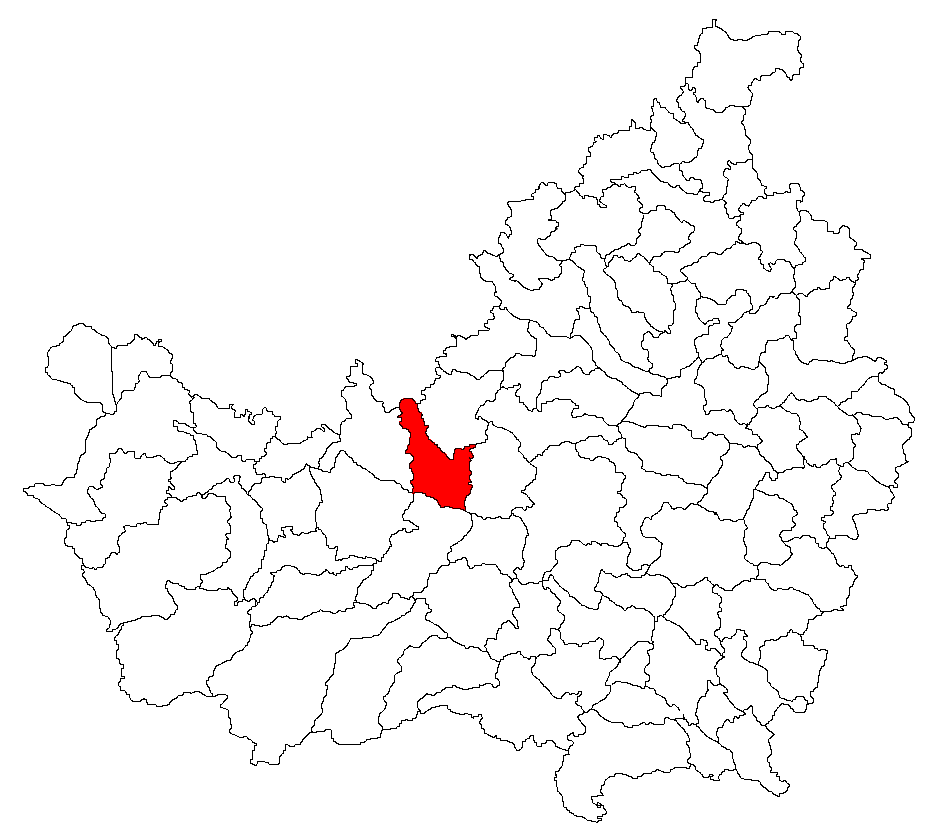
Lage der Gemeinde Gârbău im Kreis Cluj

Die Gemeinde Gârbău liegt im Westen des Siebenbürgischen Beckens südlich des Somesch-Hochlands (Podișul Someșelor) im Westen des Kreises Cluj. Am Bach Nadăș – einem linken Zufluss des Someșul Mic (Kleiner Somesch) –, der Kreisstraße (Drum județean) DJ 108C und an der Bahnstrecke Oradea–Cluj Napoca befindet sich der Ort Gârbău etwa 20 Kilometer nordwestlich von der Kreishauptstadt Cluj-Napoca (Klausenburg) entfernt.

## Geschichte
Der Ort Gârbău wurde erstmals 1437 urkundlich erwähnt. Im Mittelalter war der Ort von Magyaren und nach 1600 von mehrheitlich rumänischer Bevölkerung bewohnt.
Auf eine Besiedlung der Region in der Römerzeit deuten archäologische Funde einer Siedlung in Gârbău auf dem Areal genannt Dealul Babii. Im eingemeindeten Dorf Nădășelu (ungarisch Magyarnádas) wurde eine Besiedlung bis in die Frühgeschichte bei Dealul Nădeșului, Bicorit und Nadă nachgewiesen. Auf dem Areal des eingemeindeten Dorfes Viștea (ungarisch Magyarvista) deuten zahlreiche Funde, bei Cărbunari, Cotior, Ghercea, Răchita und Spini, auf eine Besiedlung bis in die Jungsteinzeit zurück.
Im Königreich Ungarn gehörte die heutige Gemeinde dem Stuhlbezirk Nádasmente in der Gespanschaft Klausenburg, anschließend dem historischen Kreis Cluj und ab 1950 dem heutigen Kreis Cluj an.

## Bevölkerung
Die Bevölkerung der Gemeinde entwickelte sich wie folgt:
| 1850 | 2.731 | 1.394 | 1.159 | - | 178           |
| 1910 | 4.005 | 1.846 | 2.104 | 2 | 53            |
| 1966 | 3.613 | 1.987 | 1.616 | - | 10            |
| 2002 | 2.648 | 1.393 | 1.198 | - | 57            |
| 2011 | 2.440 | 1.190 | 1.082 | 2 | 166 (Roma 98) |
| 2021 | 2.133 | 850   | 757   | - | 526 (Roma 32) |

Seit 1850 wurde auf dem Gebiet der heutigen Gemeinde die höchste Einwohnerzahl 1910 ermittelt. Die höchste Bevölkerungszahl der Rumänen (1.958) wurde 1930, die der Magyaren (2.123) wurde 1941, der Roma (161) 1850 und die der Rumäniendeutschen (17) 1890 registriert.

## Sehenswürdigkeiten
- Im Gemeindezentrum die Holzkirche und das Landhaus der ungarischen Adelsfamilie Lészay (1791 errichtet[4]), beide im 19. Jahrhundert errichtet, stehen unter Denkmalschutz.[5]
- Im eingemeindeten Dorf Nădășelu das Landhaus der ungarischen Kleinadelsfamilie Laszay-Filip, Ende des 18. Anfang des 19. Jahrhunderts errichtet, steht unter Denkmalschutz.[5]
- Im eingemeindeten Dorf Turea (ungarisch Türe) das Landhaus der ungarischen Kleinadelsfamilie Bánffy, im 17. Jahrhundert errichtet, steht unter Denkmalschutz.[5] Die ehemalige Holzkirche des Ortes 1760 errichtet, ist seit 1948 im Bukarester Freilandmuseum „Dimitrie Gusti“ aufgestellt.[7]
- Im eingemeindeten Dorf Viștea die reformierte Kirche im 16. Jahrhundert und deren Glockenturm im 19. Jahrhundert errichtet,[8] stehen unter Denkmalschutz.[5]

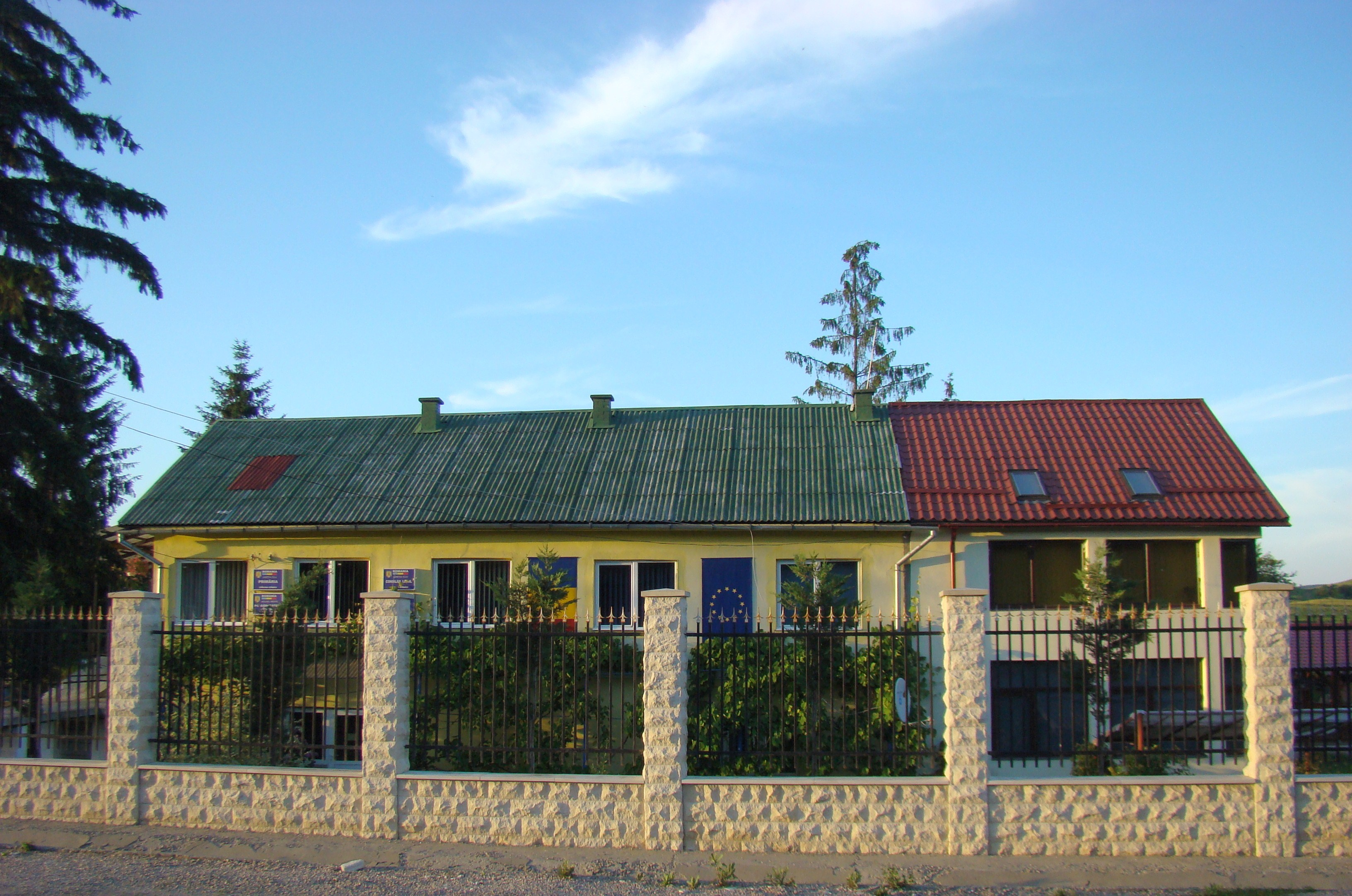
Rathaus der Gemeinde
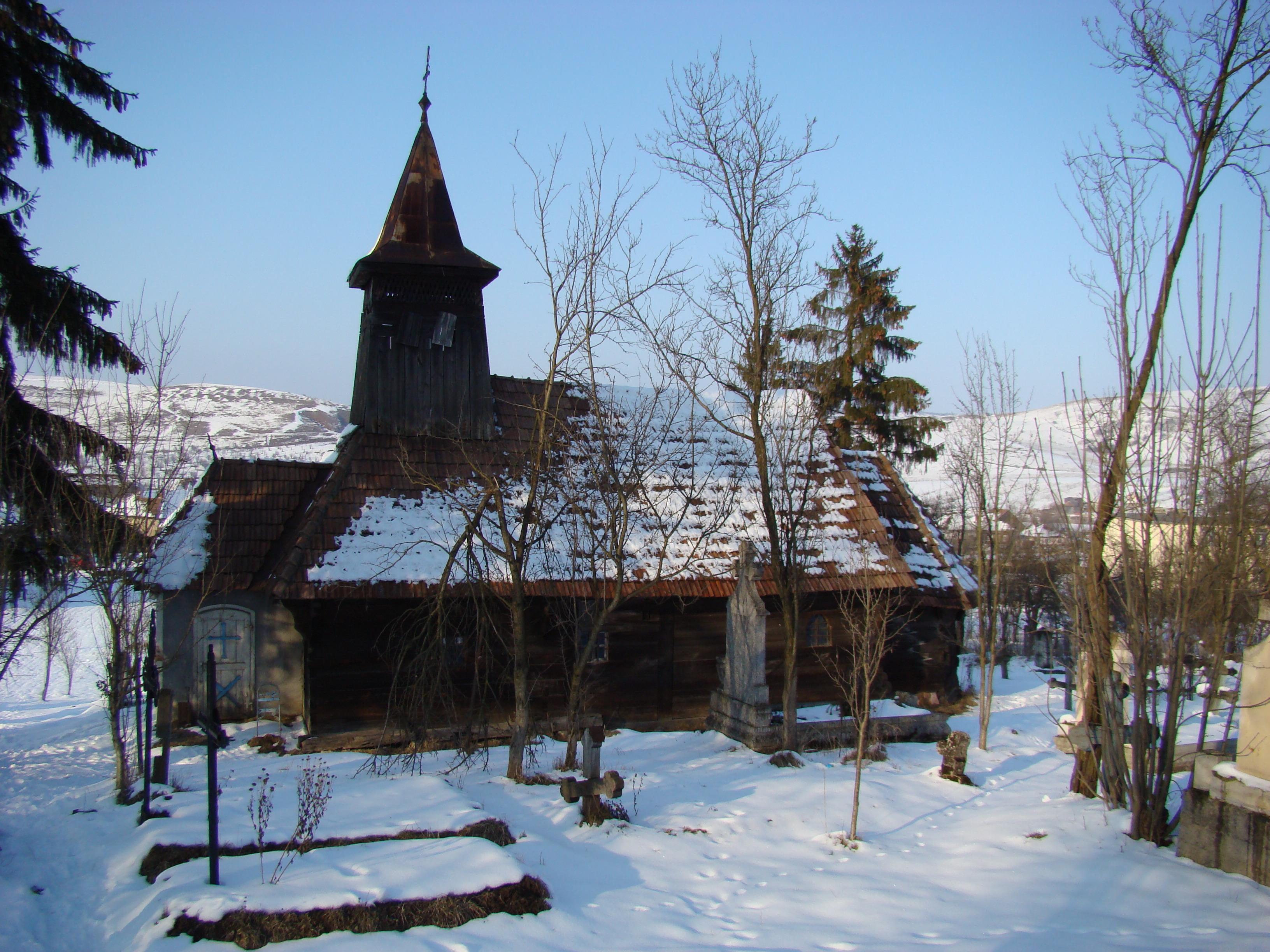
Holzkirche in Gârbău
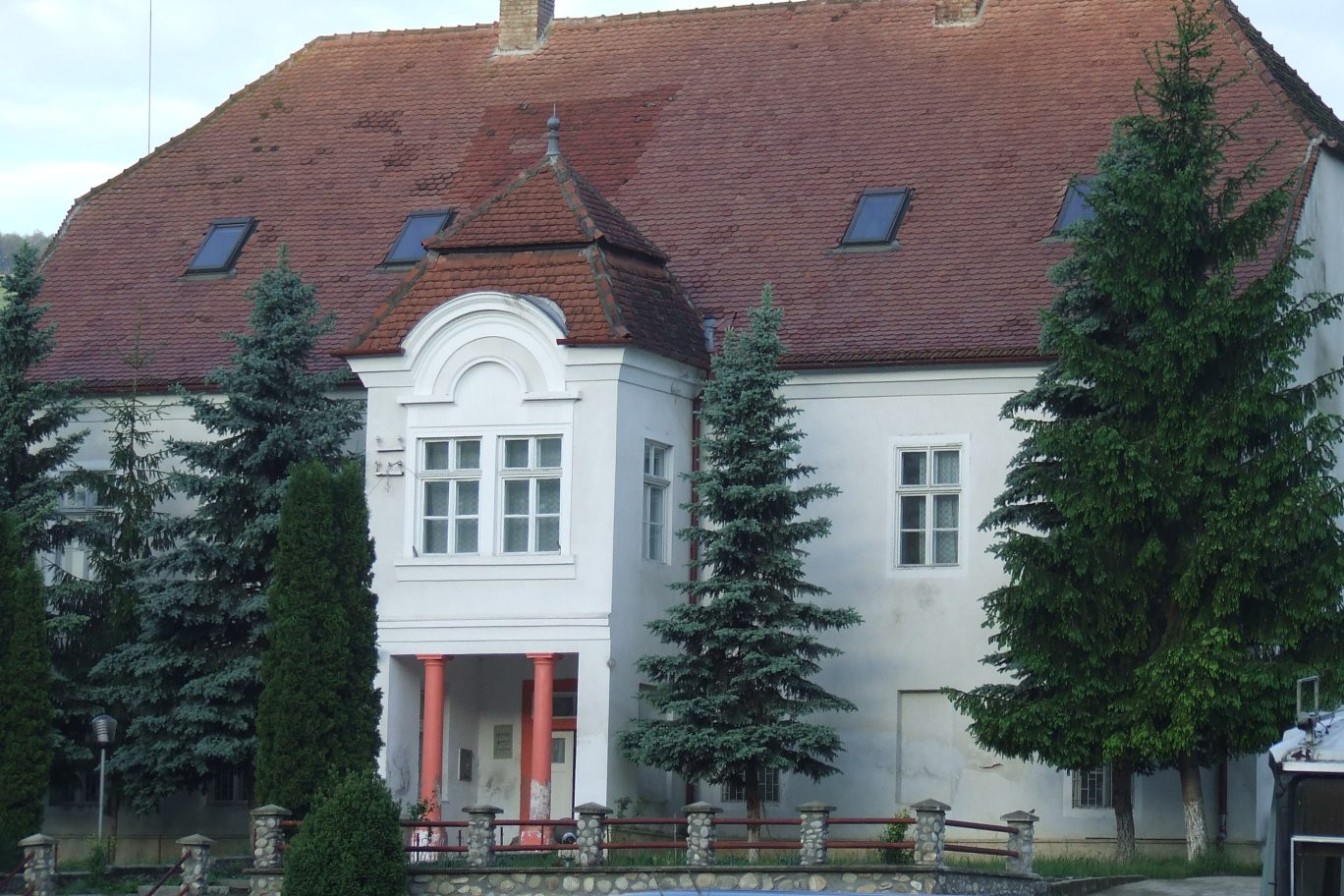
Landhaus Laszay-Filip
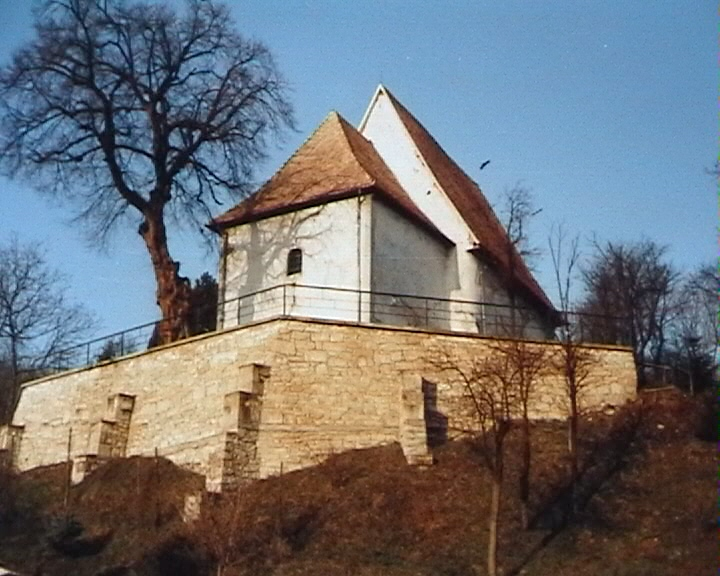
Kirche und deren...
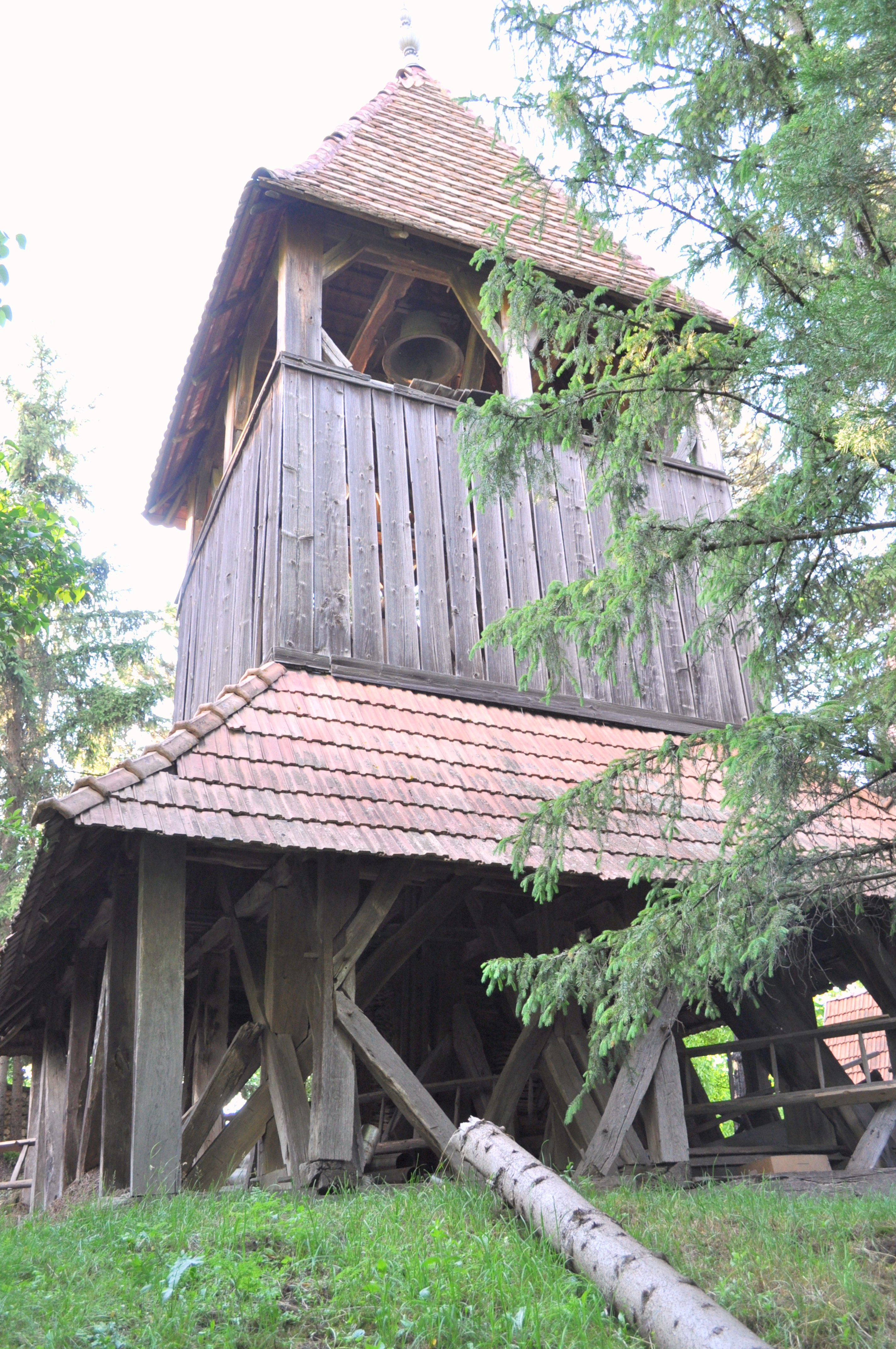
...Glockenturm in Viștea